# Rheingau

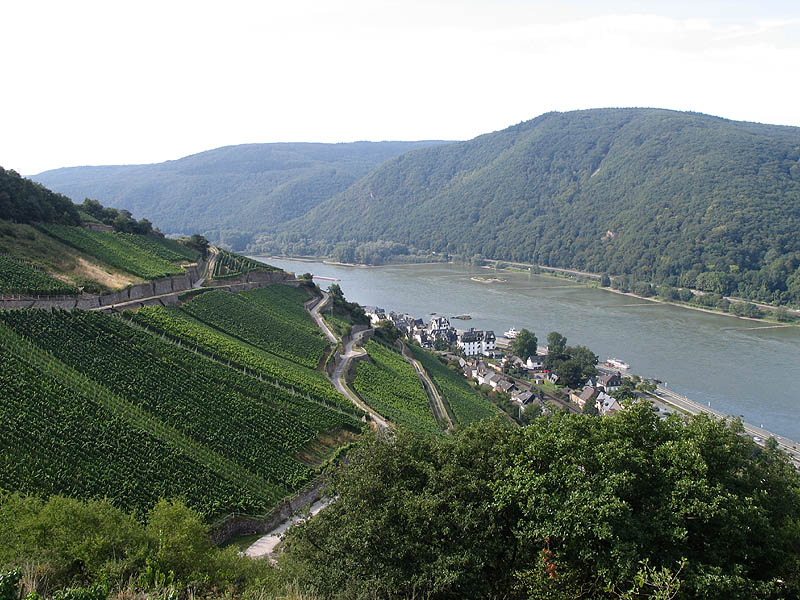
El viñedo Höllenberg, Assmannshausen, es conocido por su vino tinto (Assmannshäuser Höllenberg).

La comarca del Rin o Rheingau es considerada como una comarca cultural en el Rin (Alemania), entre Wiesbaden y Lorch, que se extiende desde el sur del Taunus hasta el Rin. En la actualidad posee en su territorio una región vinícola alemana con una superficie aproximada de 3.200 ha. Desde el punto de vista político, la comarca pertenece al Distrito de Rheingau-Taunus en el estado federado de Hesse.

## Ciudades y municipios en Rheingau
- Assmannshausen
- Aulhausen
- Eibingen
- Eltville am Rhein
- Erbach
- Flörsheim-Wicker (exterritorial)
- Geisenheim
- Johannisberg
- Hallgarten
- Hattenheim
- Hochheim am Main (exterritorial)
- Kiedrich
- Kostheim (exterritorial)
- Lorch
- Lorchhausen
- Marienthal
- Martinsthal
- Mittelheim
- Oestrich
- Oestrich-Winkel
- Presberg
- Rauenthal
- Rüdesheim am Rhein
- Ransel
- Sauertal
- Stephanshausen
- Walluf
- Winkel
- Wiesbaden (exterritorial)
- Wollmerschied

## Cultura
- Rheingau Musik Festival - Festival musical famoso en la zona

### Galería

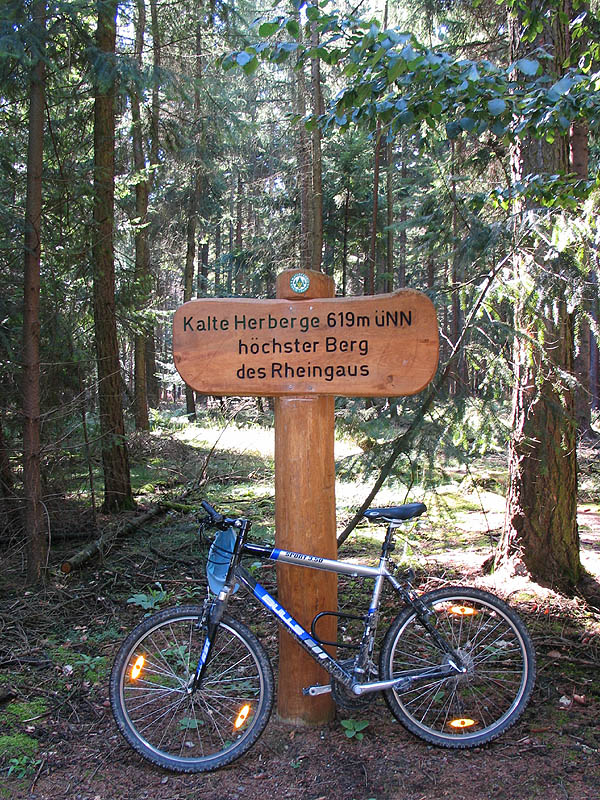
Kalte Herberge
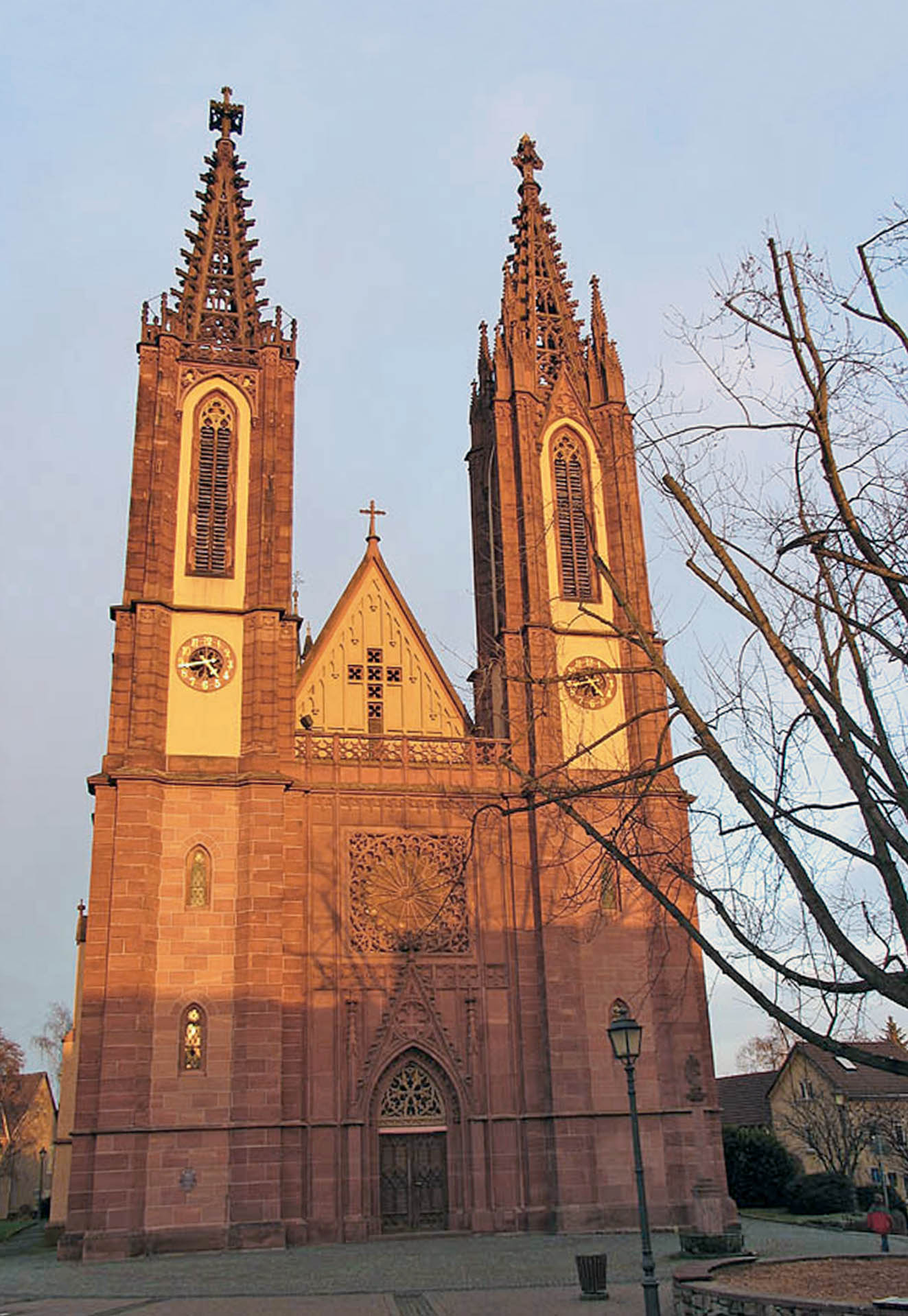
La Catedral en Geisenheim
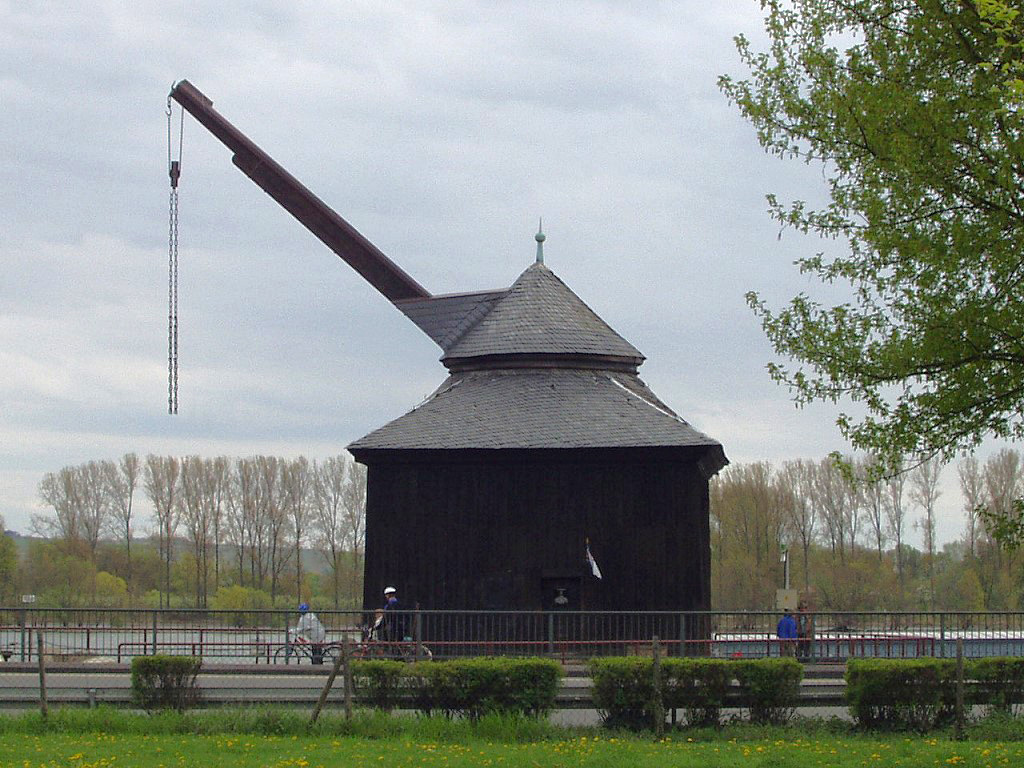
Grúa en Oestrich-Winkel, el último ejemplar en las orillas del Rin
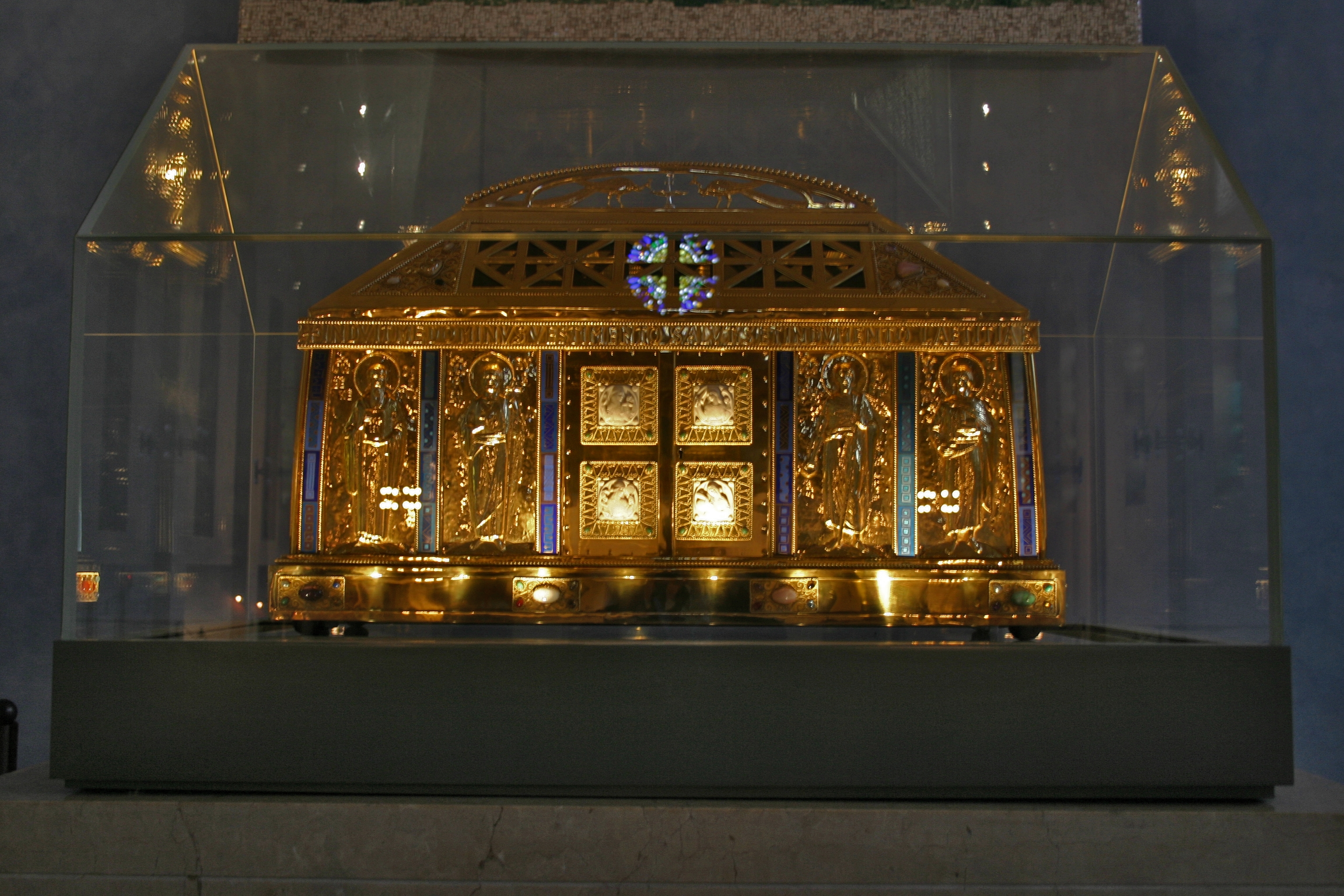
Eibingen